# Mario Corso
Mario Corso, né le 25 août 1941 à San Michele Extra de Vérone et mort le 19 juin 2020 à Milan, est un footballeur italien.

## Biographie
Mario Corso naît le 25 août 1941 à San Michele Extra de Vérone.
Milieu de terrain, il passe l'essentiel de sa carrière à l'Inter Milan. Il possède un important palmarès avec les nerazzurri : 2 coupes des clubs champions (1964, 1965), 2 coupes intercontinentales (1964, 1965) et 4 scudetti (1963, 1965, 1966, 1971). Il a disputé un total de 502 matches avec l'Inter, dont 414 en championnat. Seuls Giuseppe Bergomi (519), Javier Zanetti, Giacinto Facchetti (476) et Sandro Mazzola (418) ont fait mieux.
Il a joué en équipe d'Italie à 23 reprises.
Il a ensuite entraîné l'équipe jeune du Napoli puis travaille  dans l'encadrement technique de l'Inter en tant qu'observateur.
Mario Corso meurt le 19 juin 2020 à Milan.

## Palmarès
Inter Milan
- Championnat d'Italie de football : 1963, 1965, 1966, 1971, (4)
- Coupes des clubs champions : 1964, 1965, (2)
- Coupe intercontinentale : 1964, 1965, (2)